# Purpurkehlnymphe
Die Purpurkehlnymphe (Lampornis calolaemus, früheres Syn.: Lampornis calolaema) ist eine Vogelart aus der Familie der Kolibris (Trochilidae), die in Nicaragua, Costa Rica und Panama vorkommt. Der Bestand wird von der IUCN als „nicht gefährdet“ (least concern) eingeschätzt.

## Merkmale

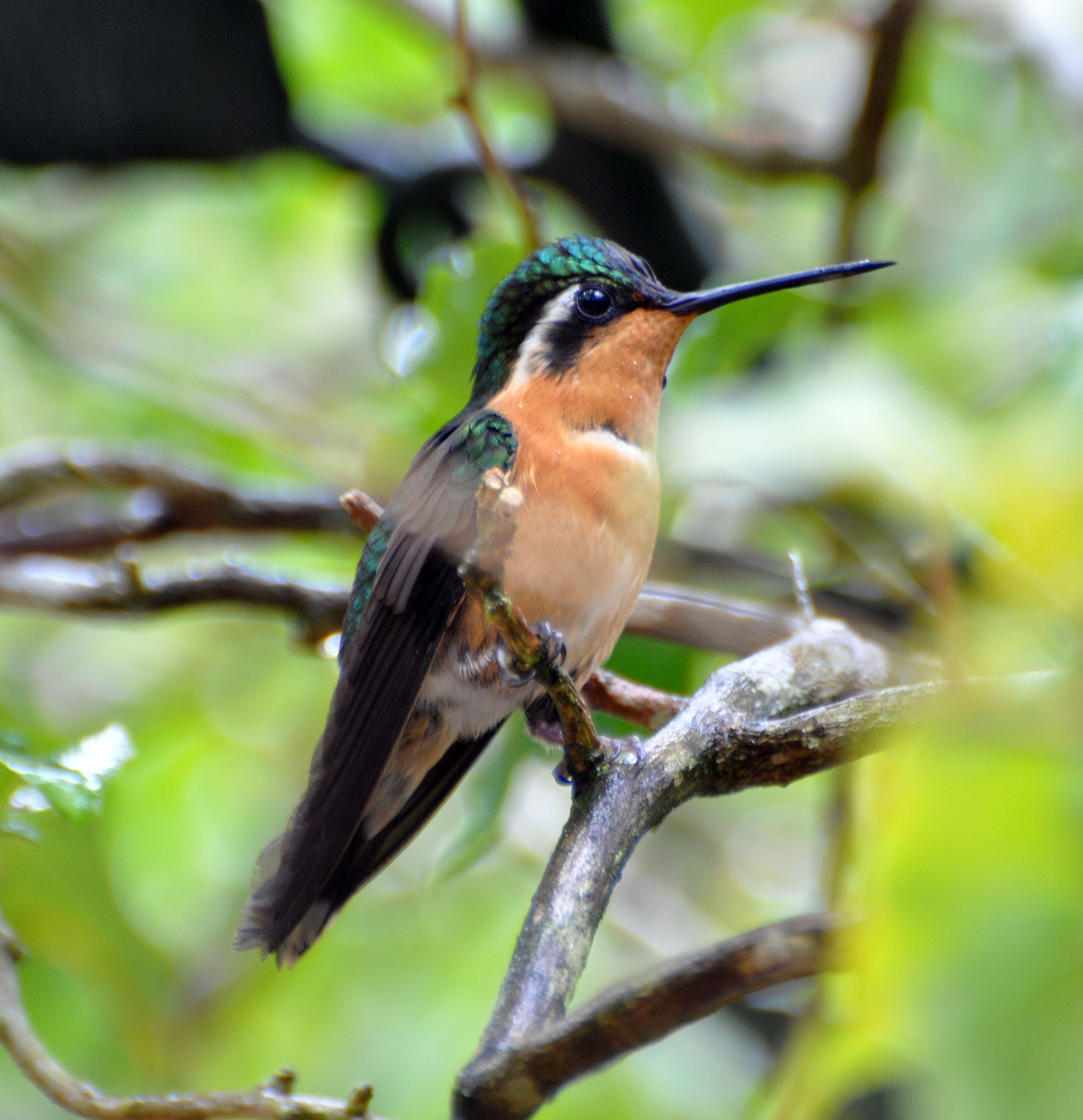
Purpurkehlnymphe ♀

Die Purpurkehlnymphe erreicht eine Körperlänge von etwa 10 bis 11,5 cm bei einem Gewicht der Männchen von ca. 5,7 bis 6,2 g und der Weibchen von ca. 4,7 bis 5,1 g. Der gerade mittellange Schnabel ist schwarz. Das Männchen hat einen blassen blaugrünen vorderen Oberkopf, der Rest der Oberseite ist hell bronzegrün. Der Kragenspiegel ist violett, die Brust glitzert grün bis dunkelgrün. Der Bauch ist grau, der eingekerbte Schwanz blauschwarz. Dem Weibchen fehlt die blaugrüne Färbung des Oberkopfs und des Kragenspiegels. Die Unterseite ist zimtfarben bis rotbraun. Der Schwanz ist grün mit blauschwarzer subterminale Binde und weißen Spitzen an den seitlichen Steuerfedern. Bei beiden Geschlechtern ziert ein auffälliger weißer Hinteraugenstrich das Gesicht. Bei männlichen Jungvögel sind Oberkopf, Kehle und Brust matt dunkel grün. Junge Weibchen haben rostfarbene Fransen an Oberkopf und im Gesicht.

## Verhalten und Ernährung
Die Purpurkehlnymphe bezieht ihren Nektar vermutlich an ähnlichen Pflanzen wie die Weißkehlnymphe (Lampornis castaneoventris (Gould, 1851)). Insbesondere das Männchen verteidigt sein Territorium rund um Blüten wie die zu den Heidekrautgewächsen gehörenden Gattungen Satyria und Cavendishia sowie Gesneriengewächse wie Columnea, Besleria formosa, Drymonia conchocalyx und Campanaea humboldtii oder Unterholzgestrüpp wie die zu den Brechsträuchern gehörende Cephaelis elata, die zu den Rötegewächse gehörende Art Palicourea lasiorrhachis und die zu den Wollbaumgewächsen gehörenden Pflanzen der Gattung Quararibea.

## Fortpflanzung
Die Brutzeit der Purpurkehlnymphe ist von Oktober bis April, reicht also von der Regen- bis in die frühe Trockenzeit. Die Unterart L. c. pectoralis brütet eher im Juni. Das kompakte kelchförmige Nest besteht aus blassen oder braunen Pflanzenabfällen, feinen Fasern, Baumfarnschuppen, Zweigen von feinem Lebermoos und Spinnweben. Die Außenseite wird mehr oder weniger stark mit Moosteilen und Flechten verziert. Das Nest wird in 0,7 bis 3,5 Meter über dem Boden im Unterholz in schattigen Wäldern angebracht. Oft sind diese seitlich von Wegen oder an Waldlücken, im Gestrüpp, auf kleinen Bäumen oder an Rankengewächsen zu finden. Ein Gelege besteht aus zwei weißen Eiern. Die Brutdauer ist 17 bis 18 Tage. Nach 22 bis 23 Tagen werden die Nestlinge flügge.

## Lautäußerungen
Der Gesang ist ein kompliziertes Medley aus hohen, dünnen und trockenen, plappernden und trillernden Tönen. Die Laute, die die Purpurkehlnymphe von sich gibt, beinhaltet lebhafte dssrt- und helle sip-Töne sowie schnatternde Töne während der Jagd.

## Verbreitung und Lebensraum

Verbreitungsgebiet der Purpurkehlnymphe

Die Purpurkehlnymphe bevorzugt nasse subtropische Wälder. Die Unterart L. c. pectoralis kommt in Höhenlagen zwischen 800 und 2500 Meter vor. In Gegenden, in denen sie vorkommt, wird sie oft über 2000 Meter durch die Grauschwanznymphe (Lampornis cinereicauda (Lawrence, 1867)) abgelöst. Man sieht sie meist in Baumkronen und an Waldrändern. Weibchen nisten im Unterholz. An Waldrändern, halboffenen Gebieten und angrenzender Sekundärvegetation oder halboffenen Anbaugebieten findet man beide Geschlechter in den Straten auf Gebüschhöhe.

## Migration
Die Purpurkehlnymphe wandert nach der Brut gelegentlich in Höhenlagen zwischen 300 und 500 Meter runter.

## Unterarten
Bisher sind drei Unterarten bekannt:
- Lampornis calolaemus pectoralis (Salvin, 1891)[3] kommt im Süden Nicaraguas und dem nördlichen zentralen Costa Rica vor. Diese Unterart ist kleiner und auf der Unterseite am dunkelsten von allen Unterarten. Das Männchen hat eine dunkel grün glitzernde Brust.[1]
- Lampornis calolaemus calolaemus (Salvin, 1865)[4] ist als Nominatform im zentralen Costa Rica verbreitet.
- Lampornis calolaemus homogenes Wetmore, 1967[5] ist im Süden Costa Ricas und Westen Panamas verbreitet. Diese Subspezies ist in beiden Geschlechtern dunkler als in der Nominatform. Die ersten Kehlspiegelfedern junger Männchen sind hell violett bis bräunlich, oft mit einer ausgedehnten hellen Basis.[1]

## Etymologie und Forschungsgeschichte
Die Erstbeschreibung der Purpurkehlnymphe erfolgte 1865 durch Osbert Salvin unter dem wissenschaftlichen Namen Oreopyra calolaema. Das Typusexemplars wurde von Enrique Arcé am Vulkan Irazú (Syn: Vulkan de Cartago) gesammelt. Es war 1827 William Swainson, der die neue Gattung Lampornis einführte. Der Name leitet sich von den griechischen Wörtern λαμπάς lampás für „Fackel, Leuchte“ und ὄρνις órnis für „Vogel“ ab. Der Artname calolaema ist ein griechisches Wortgebilde aus καλός kalós für „schön“ und λαιμός laimós für „Kehle“. Pectoralis ist das lateinische Wort für „zur Brust gehörend“ von pectus, pecturis für „Brust“. Homogenes bildet sich aus dem griechischen ὁμός homós für »gleich« und γένος génos für „Rasse, Nachkomme, Familie“ ab.